# كارل أكسل أرينيوس
كارل أكسل أرينيوس (29 مارس 1757 - 20 نوفمبر 1824) ضابط في الجيش السويدي وعالم جيولوجي وكيميائي. اشتهر باكتشافه لمعدن الإيتربيت (الذي أطلق عليه لاحقًا الجادولينيت) في عام 1787. كان اكتشافه للمعدن الخطوة الأولى في تحديد مجموعة كاملة من العناصر غير المعروفة سابقًا ، وهي العناصر الأرضية النادرة. تم استخراج ثمانية عناصر أرضية نادرة مستقرة في نهاية المطاف من الإيتربيت: التيربيوم ، الديسبروسيوم ، الهولميوم ، الإربيوم ، الثوليوم ، الإيتربيوم ، اللوتيتيوم ، والإيتريوم.